# 1964年東京オリンピックのレガシー

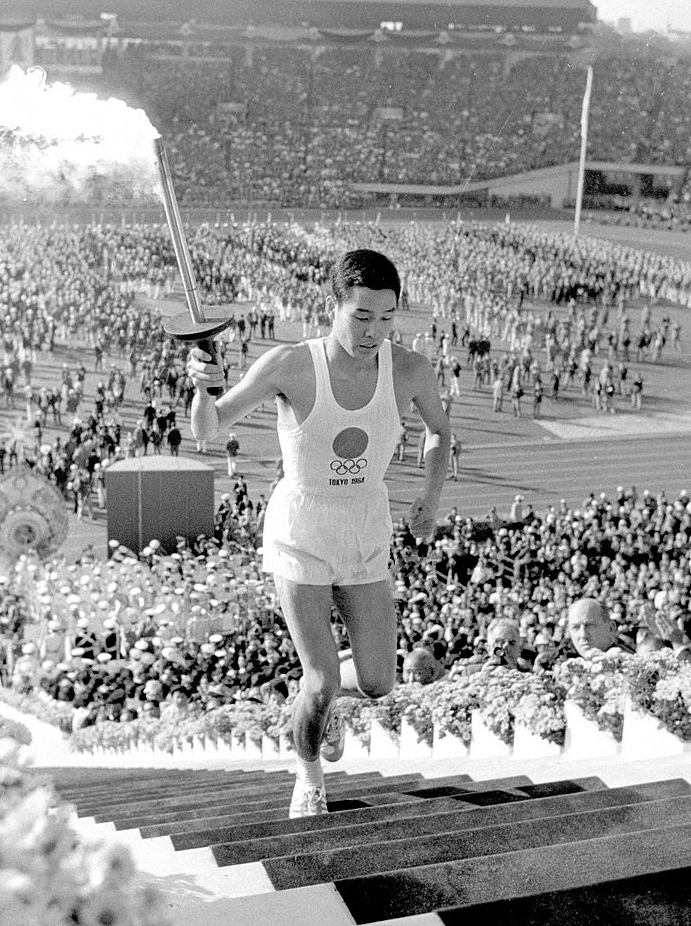
開会式のあった10月10日は「体育の日」に制定され、国民の祝日となった

1964年東京オリンピックのレガシー（1964ねんとうきょうオリンピックのレガシー）とは、1964年（昭和39年）に開催された東京オリンピックにより、開催都市東京ならびに開催国日本にもたらした長期的な影響（オリンピック・レガシー）のこと。
短期的には、競技施設や日本国内の交通網の整備に多額の建設投資がなされ、競技を観戦する旅行需要やテレビ受像機購入などの消費も増えたため、日本経済に「オリンピック景気」といわれる好景気をもたらした。しかし誘発需要に基づく経済活動は結局、大会前の水準の均衡所得に戻りやすく、大会のレガシーとはならない。競技施設を含むインフラストラクチャーそのものや、開催を経て獲得された知見や技能などが、大会後も長期にわたる恩恵として残っている。

## スポーツ振興

### 競技施設

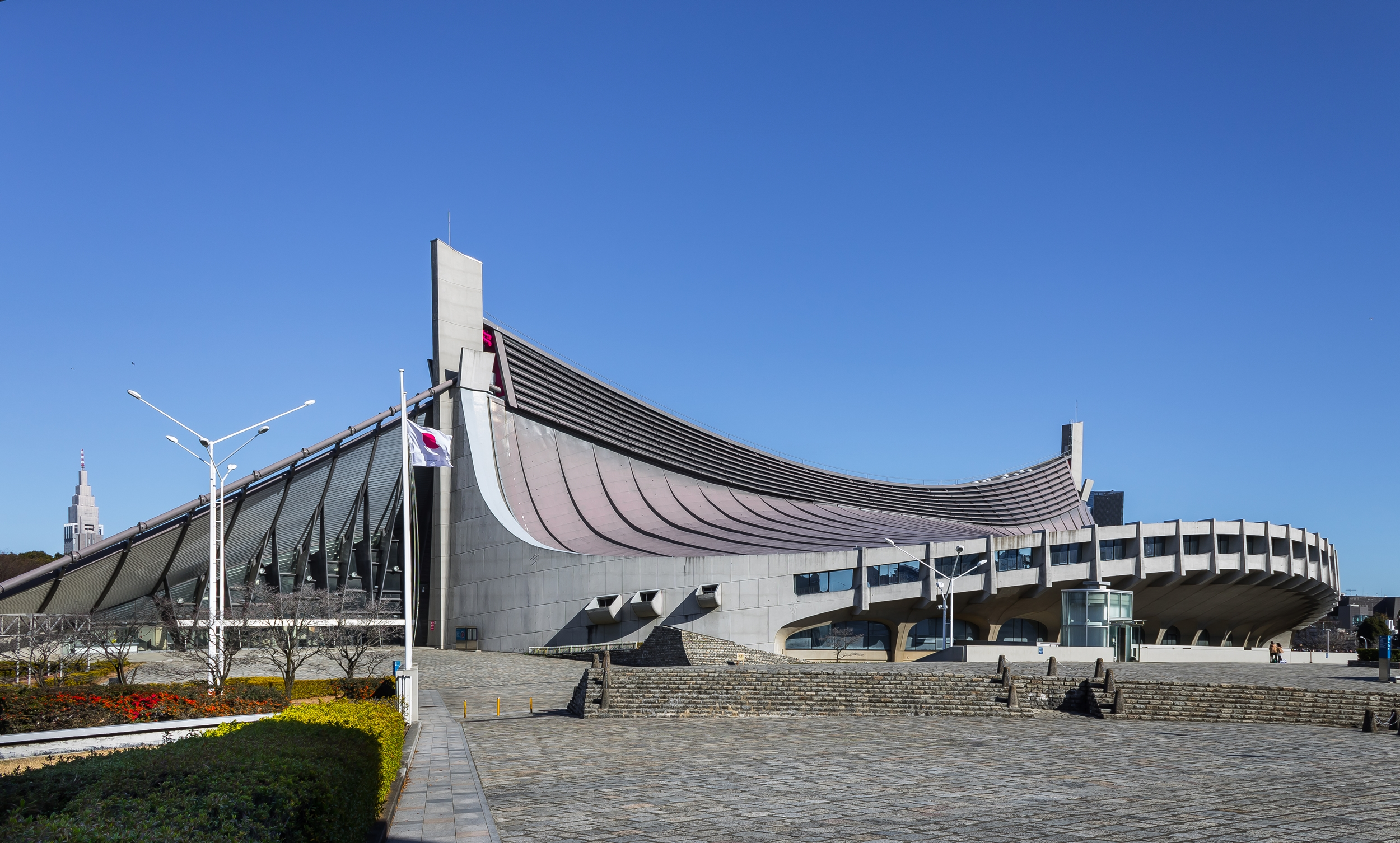
国立代々木競技場第一体育館

大会開催にあたって、会場となる競技施設が数多く整備された。大会に使用された施設は、オリンピック後も世界陸上競技選手権大会など大規模なイベントの会場となっている。東京2020オリンピック・パラリンピックでも、1964年大会を継承するエリアを「ヘリテッジゾーン」として、日本武道館などいくつかの競技施設が再びオリンピックの会場に選ばれた。
オリンピックのために建設された国立代々木競技場第一・第二体育館は、文化的財としても戦後モダニズム建築の傑作とされるレガシーである。2021年に戦後の建造物として5例目となる重要文化財に指定される見込み。

### スポーツ振興法
オリンピックの開会式があった10月10日は、1966年（昭和41年）以降「体育の日」として親しまれるようになった。その後、体育の日は2000年（平成12年）より10月の第2月曜日、2021年（令和3年）より「スポーツの日」となった。
日本体育協会はオリンピック開催を控えた1962年（昭和37年）に「スポーツ少年団」を形成し、青少年がスポーツを実施する環境が整えられていった。

### スポーツへの参加
大会における日本選手たちの活躍は日本中を熱狂させたが、その感動や記憶はアスリートが残したレガシーである。大会終盤のバレーボール女子決勝では「東洋の魔女」と呼ばれた日本チームが勝利して金メダルを獲得し、66.8%というテレビ視聴率をたたき出した。それまで社会人のスポーツは見る物だったが、ママさんバレーに代表される参加するスポーツが盛んになり、公共のスポーツ施設が各地に造られていった（デモンストレーション効果）。

## 都市インフラ
開催地の東京では、開催に向けて競技施設のみならず、帝都高速度交通営団・東京モノレール羽田空港線・首都高速道路・ホテルなど、様々なインフラストラクチャーが整備された。都市間交通機関の中核として東京（首都圏）から名古屋（中京圏）を経由して、大阪（京阪神）に至る三大都市圏を結ぶ東海道新幹線も開会式9日前の10月1日に開業した。これらのほとんどは、現在に至るまで改良やメンテナンスを重ねながら利用されている。

### 首都高速道路

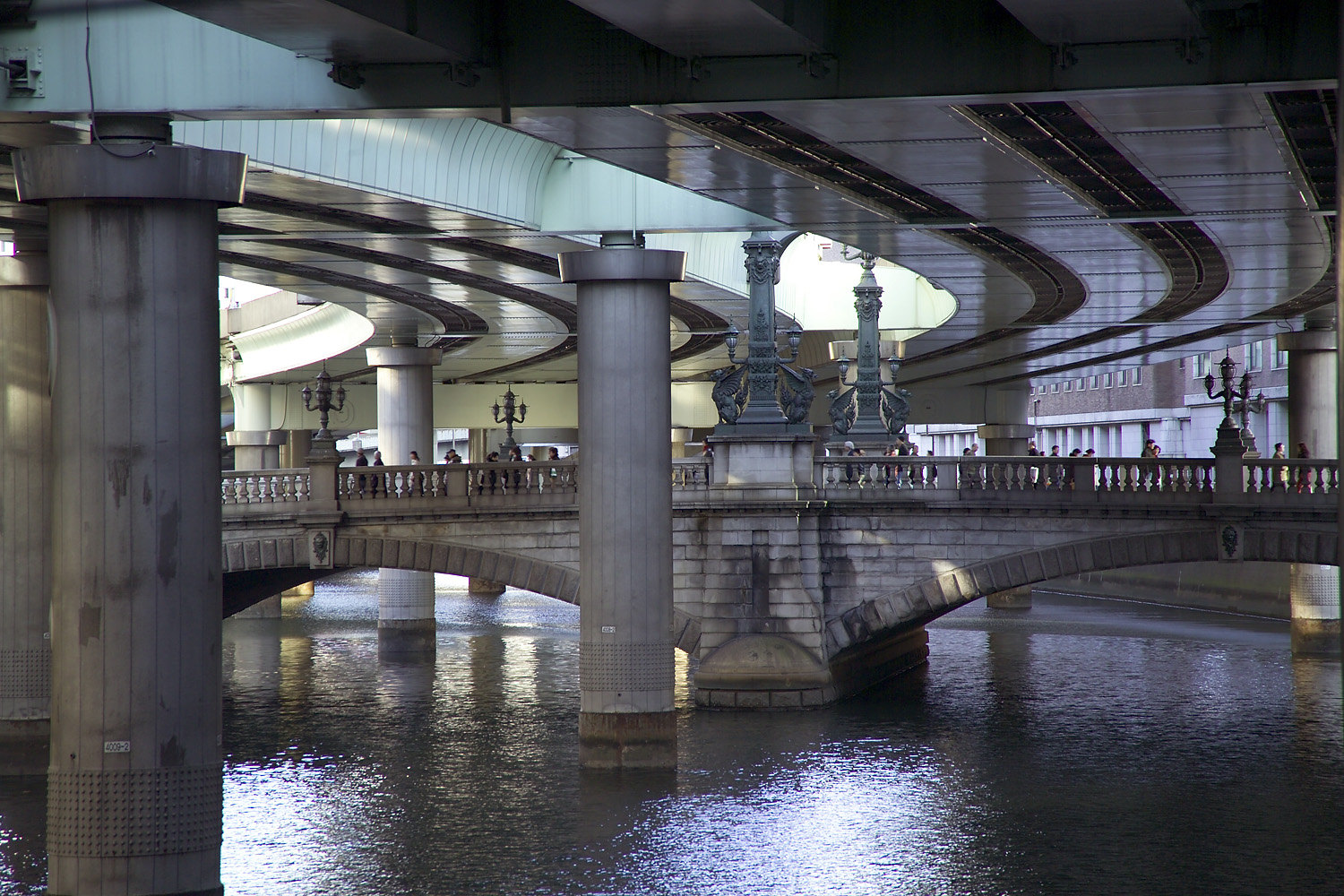
日本橋を覆う首都高速道路

特に首都高速道路の建設は急ピッチで進められ、東京国際空港（羽田空港）から国立競技場までつながり（その先の新宿まで開業）、途中で銀座・東京駅（呉服橋）・皇居周縁・国会議事堂・霞が関官庁街など、主要施設を経由する首都高速都心環状線ルートが大会前に完成した。用地買収の期間を省くため、日本橋川上空などが利用され、日本橋も首都高速道路の高架の下に隠れることとなり、東京都心部の親水空間は減少した。

### 首都美化
「ゴミ都市」と呼ばれていた東京に、都の主導でゴミ収集車が250台導入された。この時に採用された積水化学製のポリバケツは全国的に普及した。

### 民間警備
オリンピック組織委員会が、代々木選手村の整備期間中及び大会期間中の警備に際して、警察官の人員不足を考慮して、民間警備会社『日本警備保障』（現在のセコム）に警備の依頼を行った。この民間警備会社による警備が無事に終了したことを機に、日本の社会に民間警備が認知されるようになっていく。

## 「テレビ・オリンピック」

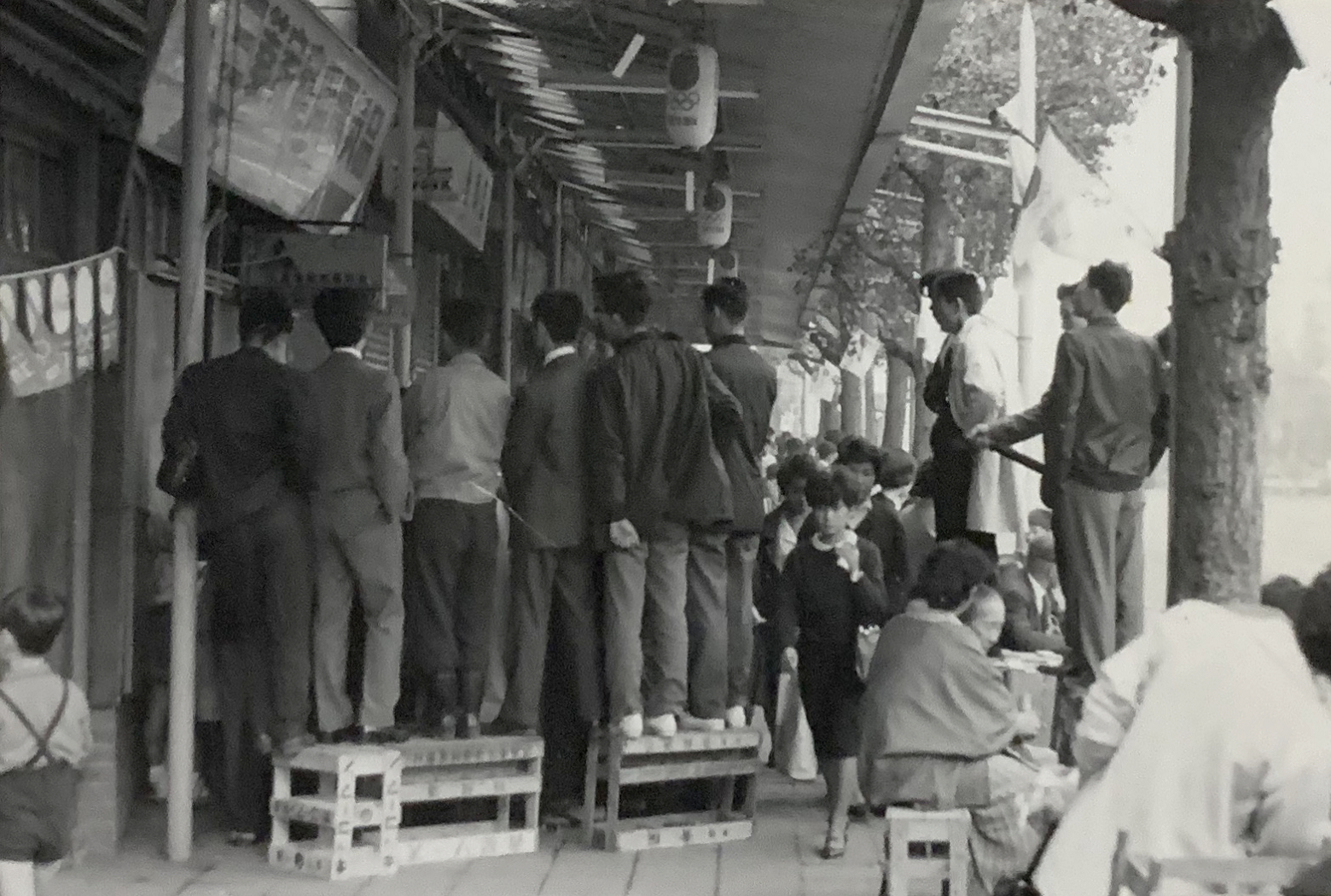
オリンピック放送を観戦する市民。
その後、街頭テレビは衰退していった。

### 放送技術
東京オリンピックは、ベルリンオリンピックで初お目見えしたオリンピックのテレビ中継技術が格段に向上したことを印象づける大会となった。衛星放送技術をはじめ、カラー写真・小型のコンパクトカメラの開発などもその特徴である。
東京オリンピックの衛星中継は、現地の映像をシンコム3号で日本からアメリカへ送信し、さらにアメリカが受信した映像をリレー1号でヨーロッパへ送信するという方式で行われた。また当時初めてスローモーションの画像を使い、競技での微妙な結果をその場で確認でき、その後のスポーツ中継で欠かせない放送技術になった。
マラソン競技は全コースが生中継されたが、オリンピックのマラソン競技が全コース生中継されたのはこの東京オリンピックが世界最初である。なお、この生中継はNHKが担当したが、全コースを生中継するためにNHKはテレビ中継車7台、ヘリコプター1機、を投入し放送用カメラは全部で26台もあった。また沿道にカメラを設置し、移動中継車やヘリコプターなどを経てNHK放送センターへ画像を送るなどして見事に全コースの生中継を全世界へ送り届けた。
- 当時の日本の報道カメラマンはモータードライブを素人の道具として否定的に捉えていたが、海外のカメラマンがモータードライブを使用しているのを目の当たりにしたことで、国内でも広まりを見せた。

### 受像機の普及
日本では1959年（昭和34年）のミッチー・ブーム以降テレビ受像機（白黒）の普及が急速に進み、1959年（昭和34年）に23.6%だった普及率は1964年（昭和39年）には87.8%に達した。テレビ受像機購入者が増えたため「テレビ番組」の視聴者も多くなった。そのため、娯楽性の高い「バラエティ番組」が増えたといわれる。当時非常に高価だったカラーテレビ受像機は、東京オリンピックを契機に各メーカーが宣伝に力を入れ始めた。メディアでの昭和世相史に関する記事等で「東京オリンピックの時期にカラーテレビが普及した」という趣旨の記述が見られることがあるが、1966年（昭和41年）まではカラーテレビの普及率は1%未満であり、1968年メキシコシティーオリンピックが行なわれた1968年（昭和43年）の調査でも5.4%で、カラーテレビの普及率が白黒テレビを上回ったのは1973年（昭和48年）である。
- 白黒テレビからカラーテレビへ（社会実情データ図録）

また当時、アメリカ合衆国による沖縄統治下では、当時の琉球政府の大田政作主席が「早期復帰がかなわないのなら、せめて本土と同じ時間にテレビが見たい」 と関係各所に陳情、これによって、電電公社のマイクロ回線が那覇市まで延伸されることとなり、山岳回折を用いた見通し外通信によって建設が進められ、東京オリンピック直前の1964年9月1日に開通し、現在の沖縄県でも同時に放送された。なお、沖縄からは出場した選手は1人もいない。NOCを作って、沖縄として出場する案もあったが、島ぐるみ闘争の激化で「1地域としての五輪参加は、アメリカ合衆国による沖縄の恒久支配を意味する」との意見もあり、結局設立されなかった。結果的に沖縄住民の日本人意識を高め、1972年（昭和47年）5月15日の沖縄返還へとつながっていった。

## 技術
放送技術に限らず、従来にはなかったオリンピックを演出する新たな技術が開発された。

### 計時
セイコー（現セイコーホールディングス）が初めてオリンピックの公式計時を担当した。セイコーは電子計時を採用、オリンピック史上初めて計測と順位に関してノートラブルを実現し、世界的な信頼を勝ち取ることに成功した。

### リアルタイムシステム
東京オリンピックで初めてリアルタイムでの記録管理がコンピュータにより行なわれたことも、地味ではあるが特筆すべき事項である。それ以前のオリンピックでもコンピュータは使われていたが、あくまで記録管理はバッチ処理により行なわれており、最終的な公式記録の確定・レコードブックの作成には、大会終了後数ヶ月を要していた。
日本においては、既に1960年に日本国有鉄道（現在のJR）と日立製作所が座席予約用オンラインシステム『マルス』を開発し稼働させていた。東京オリンピックでは、プレスセンターのある日本青年館に設置されたコンピュータにより、リアルタイムで記録が管理され、全競技会場に置かれた端末で入力された各競技の記録が集められただけでなく、端末では他会場の競技結果も参照することが出来た。また公式記録の確定も速やかに行なわれ、大会最終日の閉会式において、全競技の記録を記した記録本が、当時のアベリー・ブランデージIOC会長に渡された。同システムの構築は、日本アイ・ビー・エムが約2年半がかりで行なったもので、プロジェクトリーダーを務めた竹下亨（後に中部大学大学院経営情報学研究科教授）は、このシステム構築に関する論文をまとめた功績で、1988年（昭和63年）に山内業績賞を受賞している。本システムの成功は、日本においてリアルタイムシステムが普及する大きな契機となり、同プロジェクトのメンバーは、その後三井銀行の第一次オンラインシステム、マツダの生産管理システムなど、多くのリアルタイムシステムを手がけていくことになる。

## 国際的イメージ
東京オリンピック招致の成功は、開催に先駆けて1964年4月28日に経済協力開発機構 (OECD) への加盟が認められる大きな背景となった。OECD加盟は原加盟国のトルコに次いでアジアで2番目、同機構の原型となったマーシャル・プランに無関係の国家としては初めてで、戦前は「五大国」の一国であった日本が敗戦を乗り越え、再び先進国として復活した証明の一つともなった。

## その他の影響
- ホテルの開業に合わせた工期短縮目的で開発されたユニットバス
- 選手村での食事提供に用いられた冷凍食品
- ピクトグラムの普及
- 森永卓郎（経済評論家）によると、チキン弁当は、外国人用の駅弁を考えていた時に、当時の食堂車のコックの洋食まかないを参考に考案され、福岡銘菓のひよ子も1964年に東京に進出して東京銘菓になった[16]。